# Aranyosapáti
Aranyosapáti is een plaats (község) en gemeente in het Hongaarse comitaat Szabolcs-Szatmár-Bereg. Aranyosapáti telt 2144 inwoners (2001).